# Avianca Costa Rica
Avianca Costa Rica S.A., voorheen bekend als LACSA (Líneas Aéreas Costarricenses S.A.), is de nationale luchtvaartmaatschappij van Costa Rica. De maatschappij heeft haar hub op de luchthaven van San José en voert vluchten uit binnen alle Amerika’s. Avianca Costa Rica maakt deel uit van de Avianca Group.

## Geschiedenis
Avianca Costa Rica werd op 17 oktober 1945 opgericht als LACSA in samenwerking met Pan American World Airways. De eerste vlucht werd uitgevoerd op 1 juni 1946 binnen Costa Rica. In 1949 werd het de nationale luchtvaartmaatschappij en in 1958 werd de maatschappij genationaliseerd.
LACSA had in de jaren 60 een dochteronderneming op de Kaaimaneilanden met de naam Cayman Brac Airways, het huidige Cayman Airways. Het eiland Grand Cayman werd jaren aangevlogen als tussenstop naar Miami.

Logo van TACA Costa Rica

In 1998 werd LACSA lid van Grupo TACA, een samenwerking van meerdere Latijns-Amerika luchtvaartmaatschappijen. In 2008 volgden een nieuw logo en werden Embraer 190s aan de vloot toegevoegd. In 2013 werd Grupo TACA de Avianca Group. Hiermee veranderden het logo, het kleurenschema en de naam van de maatschappij. Op 20 oktober 2017 verviel LACSA helemaal en werd de naam enkel nog Avianca Costa Rica.

## Vloot

### Huidige vloot

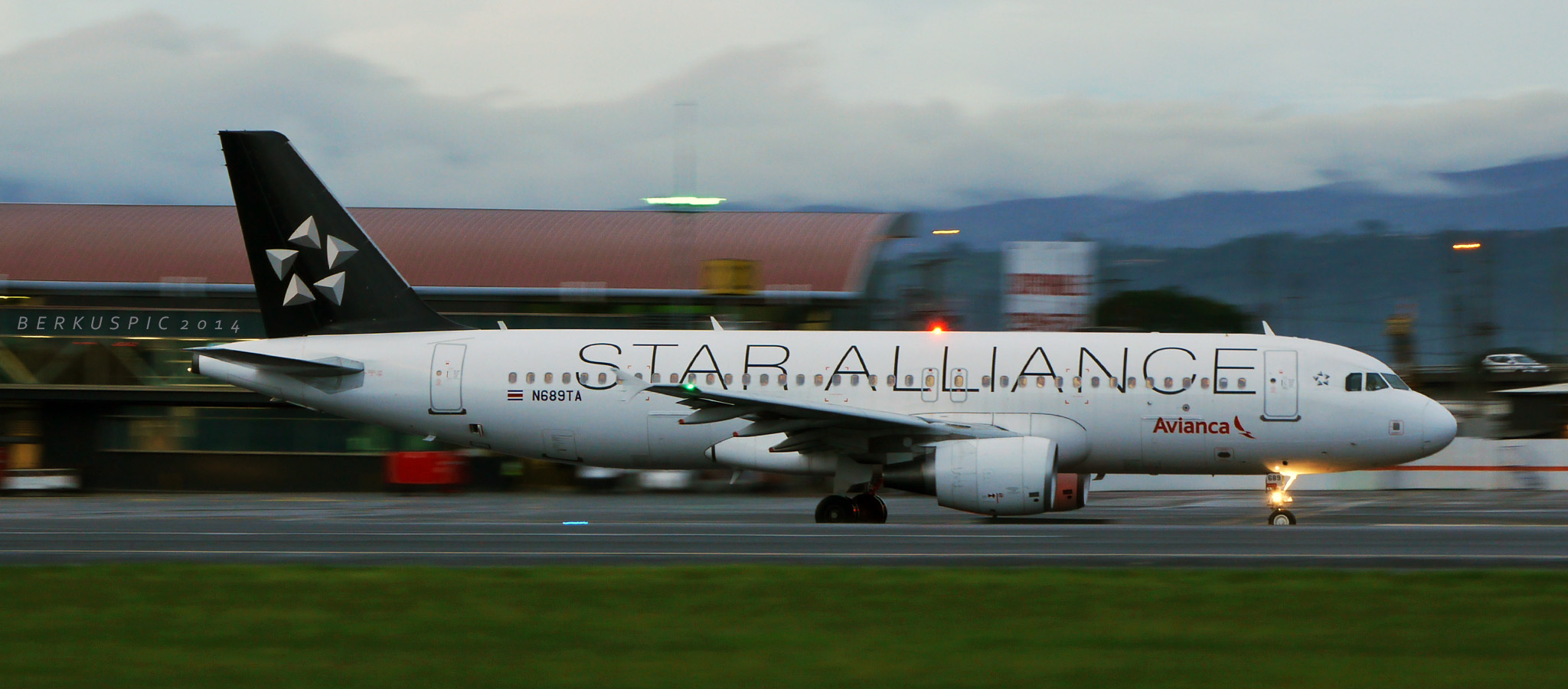
De Airbus A320-200 in Star Alliance-kleurenschema

De vloot van Avianca Costa Rica bestaat uit de volgende toestellen (november 2024):
| Type            | In dienst | Orders | Opmerkingen |
| --------------- | --------- | ------ | ----------- |
| Airbus A320-200 | 1         | —      | N689TA      |
| Airbus A320neo  | 3         | —      |             |
| Totaal          | 4         | —      |             |

### Voormalige vloot

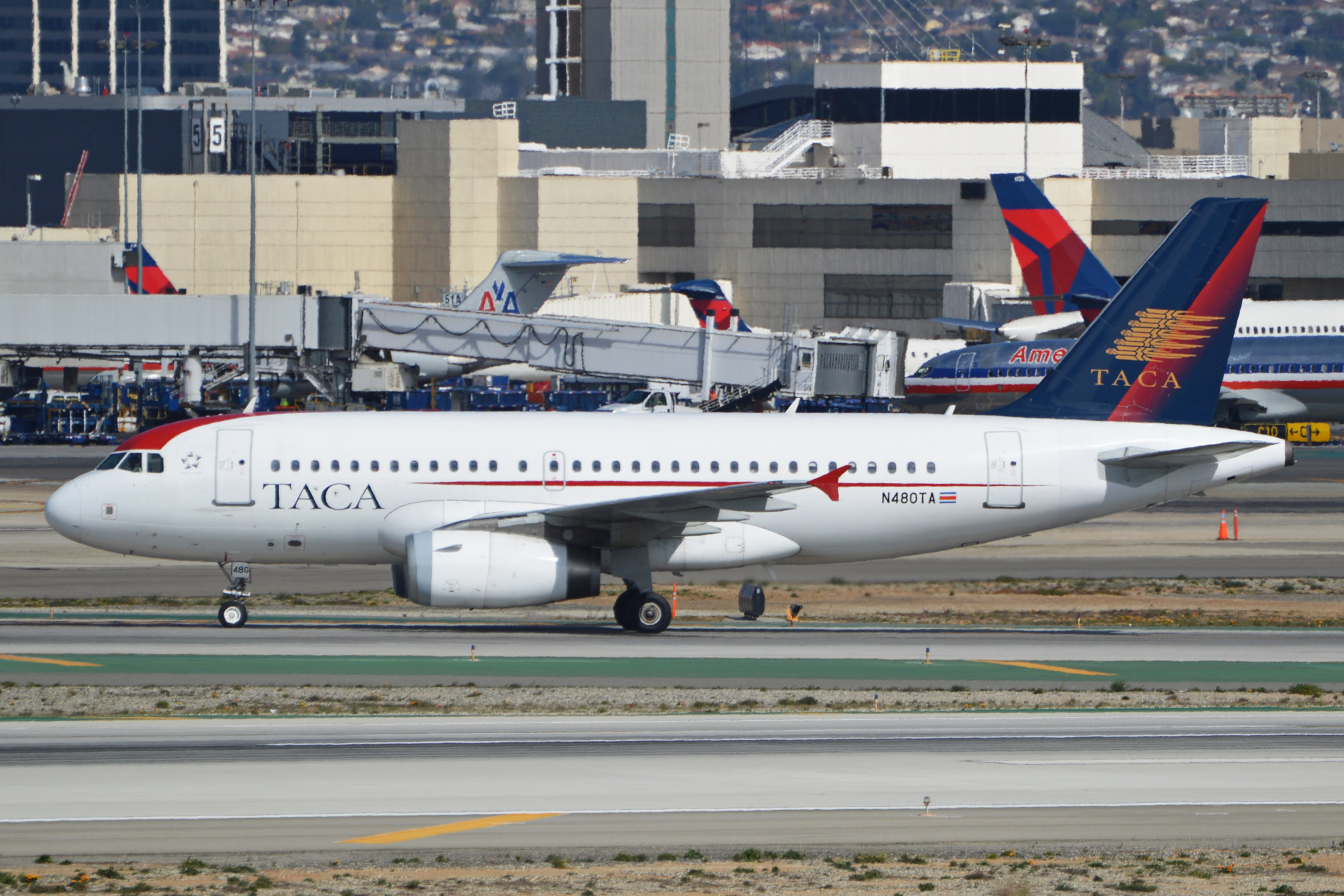
Een Airbus A319-100 van TACA Costa Rica

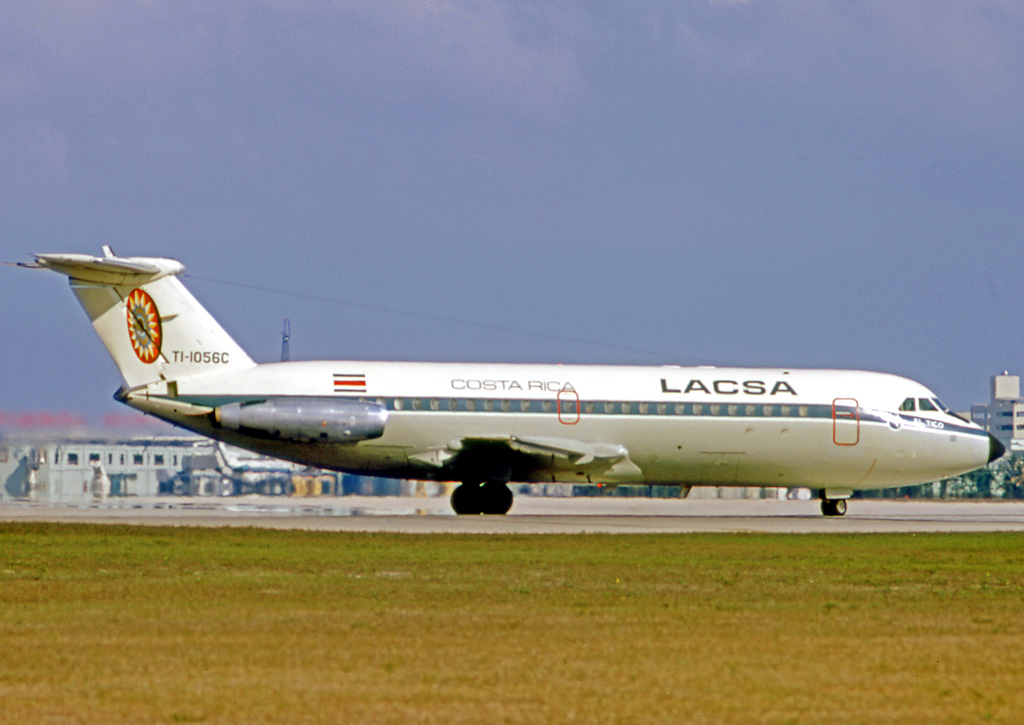
Een BAC One-Eleven van LACSA

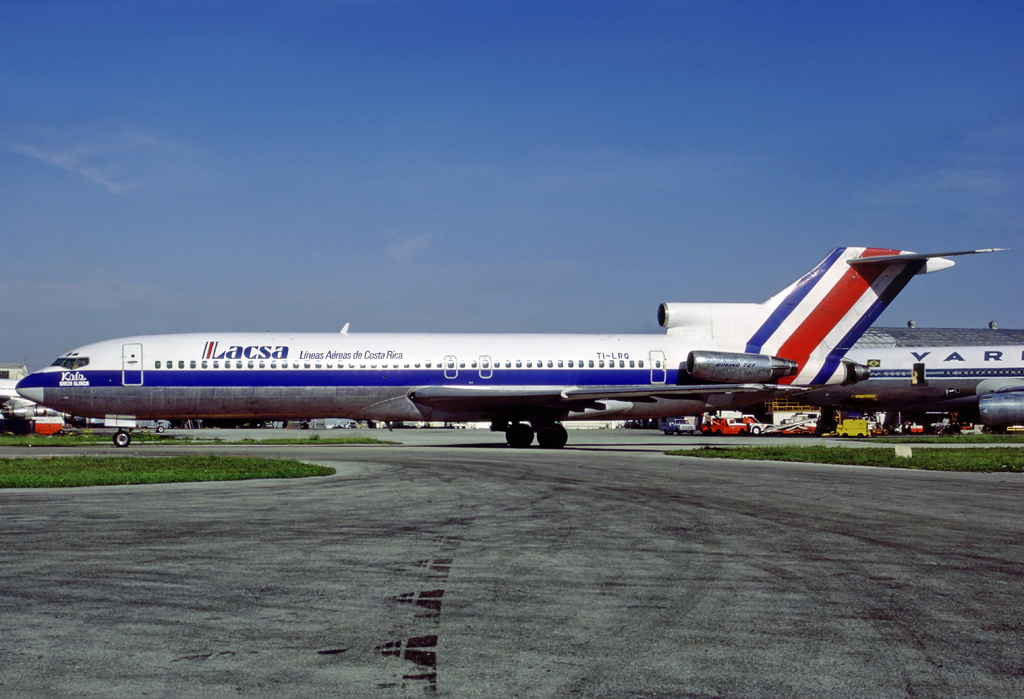
Een Boeing 727-200 van LACSA

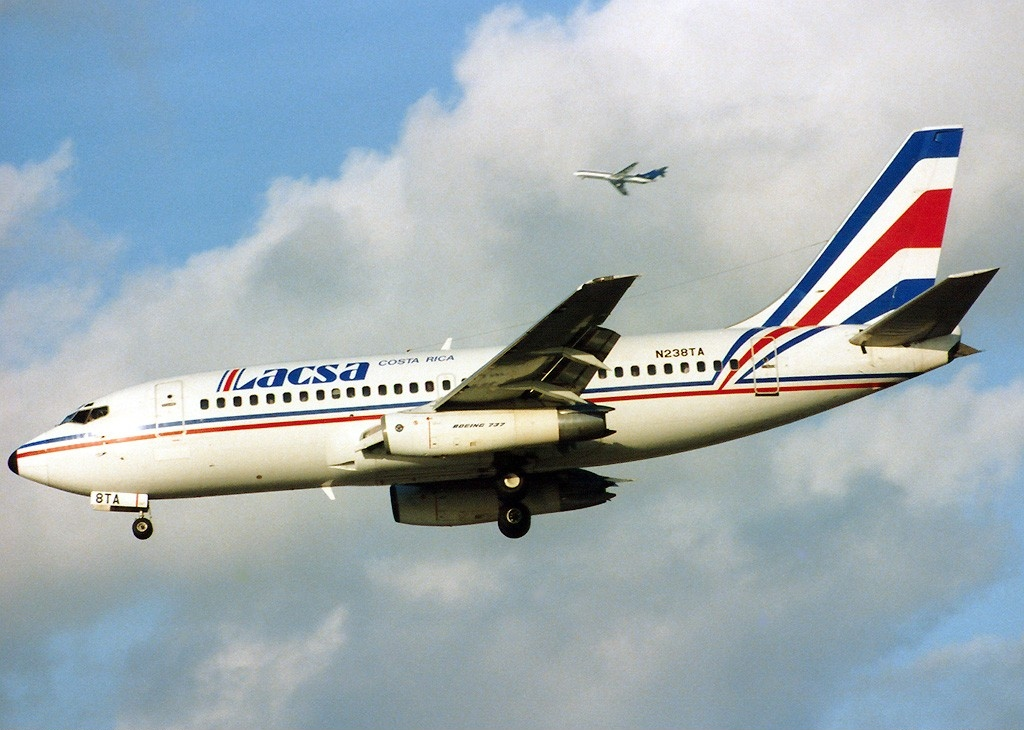
Een Boeing 737-200 van LACSA

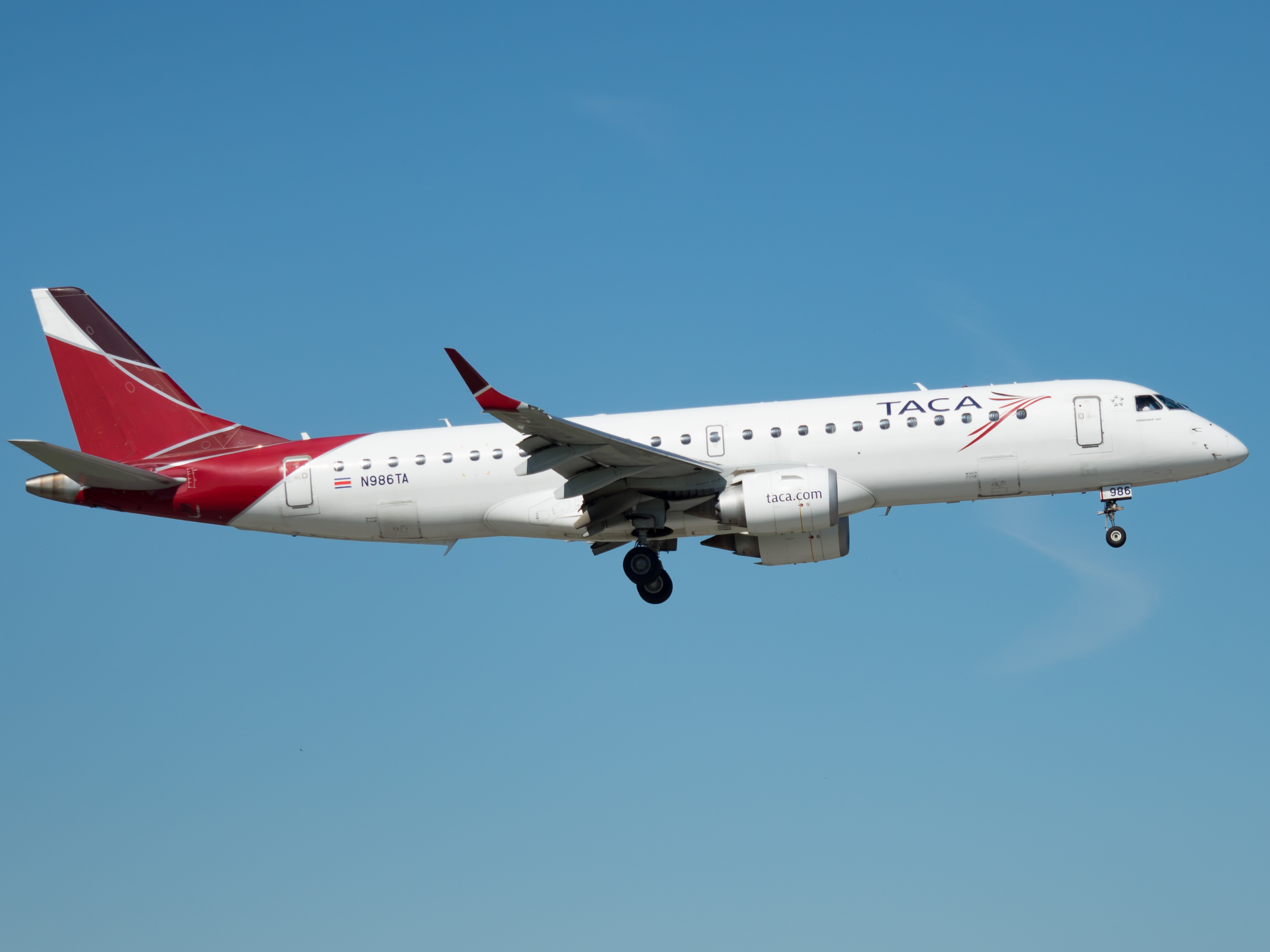
Een Embraer 190 van TACA Costa Rica

De vloot van Avianca Costa Rica bestond ook uit de volgende toestellen:
| Type                     | Aantal | In dienst | Uitgefaseerd | Opmerkingen                       |
| ------------------------ | ------ | --------- | ------------ | --------------------------------- |
| Airbus A319-100          | 3      | 2007      | 2022         |                                   |
| Airbus A320-200          | 6      | 2013      | 2023         |                                   |
| Airbus A320neo           | 1      | 2018      | 2020         | Naar Avianca                      |
| Airbus A321-200          | 2      | 2009      | 2021         |                                   |
| BAC One-Eleven           | 6      | 1967      | 1982         |                                   |
| Beechcraft 18            | 1      | 1965      | 1976         |                                   |
| Boeing 707-320C          | 1      | 1985      | 1986         | Geleased van Jet 24               |
| Boeing 727-100           | 3      | 1987      | 1992         |                                   |
| Boeing 727-200           | 5      | 1979      | 1994         |                                   |
| Boeing 737-200           | 8      | 1992      | 2004         |                                   |
| CASA C-212 Aviocar       | 1      | 1993      | 1995         |                                   |
| Convair CV-340           | 3      | 1955      | 1962         |                                   |
| Convair CV-440           | 2      | 1972      | 1977         |                                   |
| Curtiss C-46 Commando    | 6      | 1948      | 1979         |                                   |
| Douglas C-47 Skytrain    | 6      | 1945      | 1961         |                                   |
| Douglas DC-3             | 2      | 1946      | 1959         |                                   |
| Douglas DC-6B            | 2      | 1960      | 1977         |                                   |
| Douglas DC-8-21F         | 1      | 1981      | 1982         | Geleased van General Air Services |
| Douglas DC-8-55CF        | 3      | 1982      | 1991         |                                   |
| Douglas DC-8-62F         | 1      | 1986      | 1987         | Geleased van Jet 24               |
| Embraer 190AR            | 4      | 2008      | 2012         |                                   |
| Lockheed L-188CF Electra | 3      | 1976      | 1981         |                                   |

## Bestemmingen
Avianca Costa Rica vliegt naar de volgende bestemmingen (november 2024):
| Land             | Stad            | Luchthaven                                            | Opmerkingen      |
| ---------------- | --------------- | ----------------------------------------------------- | ---------------- |
| Argentinië       | Buenos Aires    | Aeropuerto Internacional Ministro Pistarini           | via UIO of GYE   |
| Canada           | Montréal        | Montréal-Pierre Elliott Trudeau International Airport | via SAL          |
| Canada           | Toronto         | Internationale luchthaven Toronto Pearson             | via SAL          |
| Colombia         | Bogotá          | Aeropuerto Internacional El Dorado                    |                  |
| Colombia         | Cartagena       | Aeropuerto Internacional Rafael Núñez                 |                  |
| Colombia         | Medellín        | Aeropuerto Internacional José María Córdova           |                  |
| Costa Rica       | San José        | Internationale luchthaven Juan Santamaría             | hub              |
| Ecuador          | Guayaquil       | Aeropuerto Internacional José Joaquín de Olmedo       |                  |
| Ecuador          | Quito           | Aeropuerto Internacional Mariscal Sucre               |                  |
| El Salvador      | San Salvador    | Luchthaven El Salvador                                |                  |
| Guatemala        | Guatemala-Stad  | Internationale luchthaven La Aurora                   |                  |
| Mexico           | Cancún          | Internationale luchthaven van Cancún                  |                  |
| Mexico           | Mexico-Stad     | Internationale luchthaven van Mexico-Stad             |                  |
| Panama           | Panama-Stad     | Internationale luchthaven Tocumen                     |                  |
| Peru             | Lima            | Aeropuerto Internacional Jorge Chávez                 |                  |
| Verenigde Staten | Chicago         | O'Hare International Airport                          | seizoensgebonden |
| Verenigde Staten | Los Angeles     | Los Angeles International Airport                     |                  |
| Verenigde Staten | Miami           | Internationale Luchthaven Miami                       |                  |
| Verenigde Staten | New York        | John F. Kennedy International Airport                 |                  |
| Verenigde Staten | Washington D.C. | Internationale luchthaven Washington Dulles           |                  |